# Quindecimviri Sacris Faciundis
Quindecimviri Sacris Faciundis  (досл. з лат. «п'ятнадцять мужів для проведення жертвопринесення») — колегія жерців царського й республіканського періоду стародавнього Риму. Одна із чотирьох колегій жерців давньоримської релігії; інші — Колегія понтифіків, Авгури, Епулони.
За переданням, призначив римський цар Луцій Тарквіній Пріск двох чоловіків (мужів) (лат. Duoviri sacris faciundis) для тлумачення Сивілиних книг. Пізніше за часів республіки їх число зросло до п'яти і незабаром до десяти (лат. Decemviri). Вже за правління Сулли їх було п'ятнадцять (лат. Quindecimviri) і за Цезаря — 16.
Найважливішим завданням Квіндецімвірів було оберігання та тлумачення Сивілиних книг та звідти випливаючих культових дій. Вони були також починаючи з I ст. до н. е. причетні до культу Аполона та пов'язаних з цим культом ігор. Відповідали також за догляд культів неримських божеств. Вони не мали постійного місця засідань та зустрічались просто у одному з їх будинків для нарад.
Спочатку членами Колегії Квіндецімвірів могли бути лише патриції, однак вже з 367 року до н. е. половина з них була плебеями. Членство в колегії було довічним.
Найвідомішими з них були — Агріппа Марк Віпсаній, Октавіан Август, Публій Корнелій Тацит.